# The Pretty Reckless (EP)
| Recensione    | Giudizio |
| ------------- | -------- |
| Rolling Stone | [ 2 ]    |

The Pretty Reckless è il primo EP del gruppo musicale statunitense The Pretty Reckless, pubblicato il 21 giugno 2010 dalla Interscope Records.

## Descrizione
Il 13 maggio 2010 venne pubblicato Make Me Wanna Die nel Regno Unito, il primo singolo estratto dall'album. Il brano ricevette critiche positive, classificandosi al 1º posto nella UK Rock Chart.

## Accoglienza
L'EP ha ricevuto una critica negativa da Christian Hoard di Rolling Stone, valutandolo con due stelle su cinque e affermando che «Taylor Momsen ha una voce più matura di quella che dovrebbe avere una sedicenne [...]. Questa è la parte più interessante dell'EP, composta più che altro da riff hard rock e testi gothic rock.».

## Tracce
Testi e musiche di Taylor Momsen, Kato Khandwala and Ben Phillips.
1. Make Me Wanna Die – 3:54
2. My Medicine – 3:14
3. Goin' Down – 3:35

Traccia bonus (Regno Unito)
1. Zombie – 3:08